# Marepe
Marepe (Santo Antônio de Jesus, 1970) é o nome artístico de Marcos Reis Peixoto, um artista contemporâneo brasileiro conhecido por seus desenhos e por suas esculturas minimalistas em madeira e metal . A obra de Marepe faz alusão às suas origens: a cultura e tradições de sua terra natal. Entre as principais abordagens conceituais do artista estão a discussão sobre escassez, colonização e globalização.  Marepe vive e trabalha em Santo Antônio de Jesus, Bahia, Brasil. Entre as principais exposições que participou estão: 25ª e 27ª Bienal de Arte de São Paulo, 2ª Bienal de Artes Visuais do Mercosul, 16º Salão Nacional de Artes Plásticas, 27º Panorama de Arte Brasileira e 50ª Bienal de Veneza.

## Educação
Em 1989, quando Marepe teve seu primeiro grande reconhecimento ao ganhar o prêmio principal da Bienal do Recôncavo, recusou uma oferta para estudar na Universidade de Belas Artes de Hamburgo  e continuou seus estudos de artes visuais na Universidade Federal da Bahia. 

## Obra

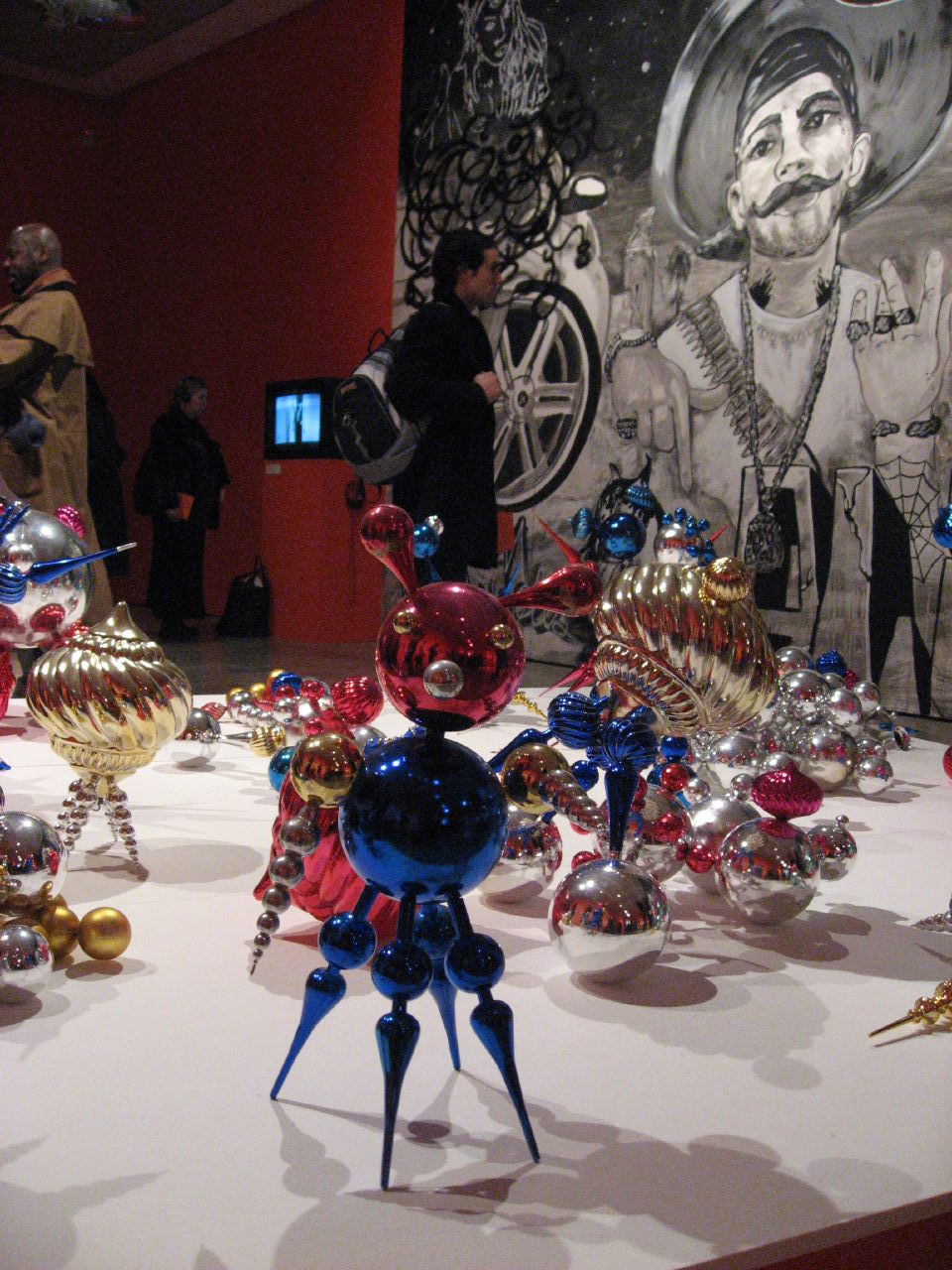
Sem título (2002-2004) de Marepe durante a exposição 'Alien Nation' realizada em 2006 no Institute of Contemporary Arts, Londres

A obra de Marepe expressa sua percepção pessoal sobre sua vida justaposta ao espírito político e sociocultural do Brasil, representado por meio de objetos do cotidiano, materiais locais e eventos do entorno de sua casa.
Em 2013, durante uma exposição no Instituto Inhotim onde Marepe expôs a escultura de metal A Cabra, seu curador afirmou ao New York Times que "Marepe está ligado à cultura popular do Brasil, e como as pessoas representam os elementos mais rústicos de suas vidas".
Na obra Veja Meu Bem (2007), feita para durar apenas dois dias no Turbine Hall da Tate Modern, Marepe reconstruiu a atmosfera de um parque de diversões brasileiro, instalando um carrossel e acrescentando a ele uma rampa de frutas açucaradas, o trabalho era acessível ao público. A obra foi inspirada no que ele chamou de "Brasil lindo e precário" e foi uma forma de levar um pedaço de seu país para Londres. Em outro trabalho de Marepe também esteve presente o ato de mover uma estrutura e transportá-la a outro lugar, trata-se da instalação apresentada na 25ª Bienal de Arte de São Paulo, quando o artista levou um muro pintado de Santo Antonio de Jesus para a Bienal. 
Transportando objetos comuns para o mundo da arte, o artista homenageia Marcel Duchamp e seus Ready Mades, mas também a induz, criando novos significados.  O fato de Marepe viver em sua cidade natal influencia sua arte; o cotidiano brasileiro é a fonte de criação de Marape:    barracas, ferramentas populares, bacias metálicas ou troncos de árvores – se misturam em sua obra.   Marepe inclui esses itens em diferentes universos resultando em uma "alteridade" dentro do mundo artístico, aludindo a temas como colonialismo, questões identitárias, diferenças entre classes sociais e contrapondo os estilos de vida moderno e tradicional.  
Marepe apresenta objetos que podem parecer inúteis, mas que são ferramentas necessárias em algumas áreas menos desenvolvidas do Brasil e chama essas obras de "necessidades".  Uma das obras de Marepe, Peixe Com Auréola (2012), consistia em uma bicicleta projetada de forma que não pudesse ser pilotada, tendo uma roda saindo do assento. Ele também substituiu as duas rodas clássicas por uma cabeça de peixe na frente e uma cauda de peixe, ambas de madeira, atrás.  De acordo com o antigo site de notícias estadounidense Examiner.com, Marepe tentou expressar através desta obra "a extrema necessidade em sua comunidade pelo tipo de abundância necessária para buscar um maior significado na vida". 